# Ahmad Alaadeen

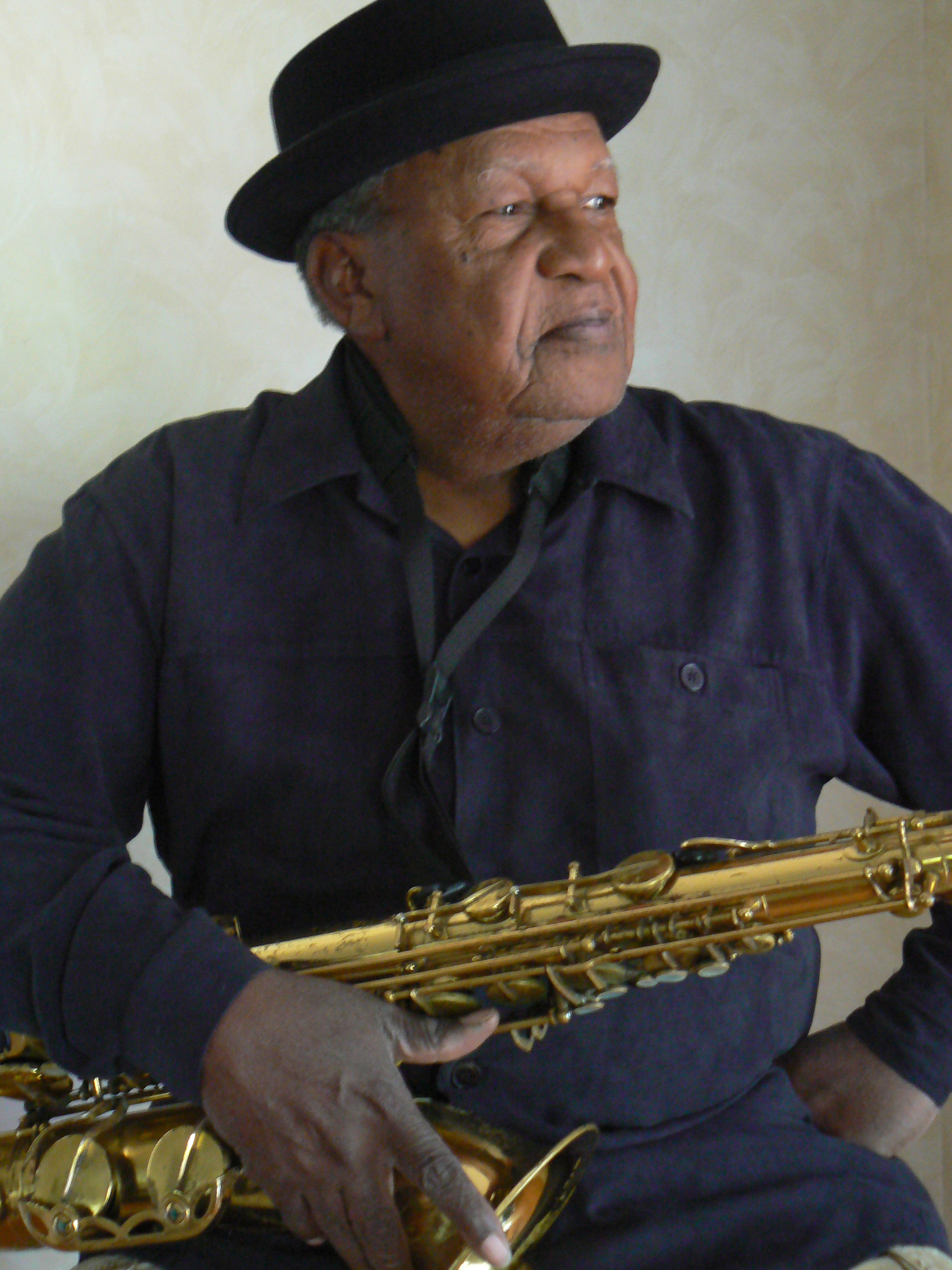
Ahmad Alaadeen

Ahmad Alaadeen (24 de julio de 1934 - 15 de agosto de 2010) fue un saxofonista y educador de jazz estadounidense cuya carrera abarcó más de seis décadas. Aladeen, un elemento de larga data en la escena del jazz de Kansas City, alcanzó una mayor prominencia en la década de 1990 con una serie de álbumes autoeditados que presentaban sus composiciones orientadas al swing y al hard bop que llevaron al crítico de Allmusic Scott Yanow a declarar que el saxofonista "merece ser mucho más conocido." 

## Discografía
- and the beauty of it all – Alaadeen – 'ASR Records – Kansas City (2007)
- New Africa Suite – Alaadeen – 'ASR Records – Kansas City (2005)
- With This Voice – Luqman Hamza – Alaadeen featured – Groove Note Records – Recorded in Lenexa, KS (2000)
- Louis Neal Big Band – Alaadeen featured – Kansas City, MO (1999)
- Taken By Surprise – Norman Hedman's Tropique – Alaadeen featured – New York, NY (1999)
- It's A Wonderful World – Alaadeen con Jay McShann – Groove Note Records, Los Angeles, CA – Recorded in Lenexa, KS (1999)
- Time Through The Ages – Alaadeen – 'ASR 2001 (1997) – Kansas City, MO
- Alaadeen and The Deans of Swing Plays Blues For RC and Josephine, too – Alaadeen – 'ASR 1001 (1995) – Kansas City, MO
- Live Jazz on the Plaza – Alaadeen – Fandeen Publishing Company (1990) – Kansas City, MO
- Clear Sounds of Kansas City – Sprint (1989) – Kansas City, MO
- Bright Lights – Big City – Alaadeen with the City Lights Jazz Ensemble – Accent Music (1988) – Kansas City, MO
- Tain't What Cha Do, It's The Way How Cha Do IT – Alaadeen with the City Light Orchestra – City Light Records (1986) – Kansas City, MO
- Raised Spirits – Alaadeen with the City Light Orchestra – City Light Records (1984) – Kansas City, MO
- Come Back Baby – Federal 12266 – Linda Hopkins – Kansas City, Feb. 9th 1956 – 78"
- I'm Going To Cry You – Right Out Of My Mind – Federal 12266 – Linda Hopkins – Kansas City, - Feb. 9th 1956 – 78"
- Mama Needs – Your Loving Baby – Federal – 12365 – Linda Hopkins – Kansas City, Feb. 9th 1956 – 78"
- Danny Boy – Federal 12365 – Linda Hopkins – Kansas City, Feb. 9th 1956 – 78"
- Eatin' Watermelon – Alaadeen con Crown Prince Waterford and Jimmy Witherspoon (1950s)